# Phaonia ripara
Phaonia ripara är en tvåvingeart som beskrevs av Liu och Xue 1996. Phaonia ripara ingår i släktet Phaonia och familjen husflugor.
Artens utbredningsområde är Liaoning (Kina). Inga underarter finns listade i Catalogue of Life.